# Myothyriopsis bivittata
Myothyriopsis bivittata är en tvåvingeart som beskrevs av Townsend 1919. Myothyriopsis bivittata ingår i släktet Myothyriopsis och familjen parasitflugor. Inga underarter finns listade i Catalogue of Life.